# Mecistops leptorhynchus
Mecistops leptorhynchus is een krokodilachtige uit de familie echte krokodillen (Crocodylidae) en de onderfamilie Crocodylinae. Er is nog geen Nederlandse naam voor deze krokodil, die pas sinds recentelijk als een aparte soort wordt erkend.

## Naam en indeling
De wetenschappelijke naam van de soort werd voor het eerst voorgesteld door Edward Turner Bennett in 1835. Oorspronkelijk werd de wetenschappelijke naam Crocodilus leptorhynchus gebruikt. De krokodil werd lange tijd niet als geldige soort erkend, maar in 2018 veranderde dat op basis van een publicatie van Shirley et al. In veel literatuur wordt de krokodil hierdoor nog niet vermeld.
De soortaanduiding leptorhynchus betekent vrij vertaald 'smalle bek'.

## Verspreiding en habitat
Mecistops leptorhynchus komt voor in delen van Afrika en leeft in de landen Angola, Centraal-Afrikaanse Republiek, Congo-Brazzaville, Congo-Kinshasa, Equatoriaal-Guinea, Gabon en Kameroen. Over de biologie en levenswijze is nog weinig bekend.